# Antykateksja
Antykateksja – hamowanie id przed inwestycją energii libidynalnej w obiekt, ponieważ byłoby to niezgodne z zasadą rzeczywistości ego.
Antykateksję rozpoczyna proces kumulacji energii przez ego, która może być wykorzystana do innych celów niż zaspokajanie popędów za pośrednictwem procesu wtórnego.